# 2003年3月

## 3月1日
- 阿拉伯联合酋长国表示希望萨达姆主动下台以避免战争，科威特随后也发表类似声明。
- 中國國家航天局CNSA第一個月球探測計劃正式立項。

## 3月12日
- WHO发布SARS全球警报。
- 塞尔维亚共和国总理佐兰·金吉奇（Zoran Djindjic）遭到暗杀。
- 英国首相布莱尔提出新的联合国安理会决议草案的修正案，但很快遭到法国的反对，称将会对新决议案动用否决权。

## 3月13日
- 人类进化论：《自然》杂志报导，在意大利发现35万年前的直立原始人的脚印。

## 3月15日
- 胡锦涛当选為新任中华人民共和国主席，曾慶紅當選為中華人民共和國副主席，温家宝獲任命為国务院总理，賈慶林當選為全國政協主席，中共第四代领导集体正式接班。

## 3月16日
- 2003年伊拉克危机：美国、英国、葡萄牙与西班牙四国元首在亚速尔群岛会晤，美国总统布什表示最后时刻已经到来，美国及盟国将做最后努力，使其所提交的决议案获得通过。
- 全球反对对伊作战大游行：最大规模的全球守夜祈和平活动在全球各地上演，再次表达反战诉求。

## 3月17日
- 2003年伊拉克危机：美国总统乔治·沃克·布什发出最后通牒，要求伊拉克总统萨达姆及其儿子在48小时内离开伊拉克，否则将遭到美国的军事打击。
- 美国民主党参议员罗伯特·伯德（Robert Byrd）在参议院发表“我为祖国哭泣”的演说，再次反对总统的决定。

## 3月20日
- 第三次海湾战争爆发

## 3月22日
- 美国开始对伊拉克首都巴格达进行大规模轰炸。

## 3月31日
- 美伊战争
  - 纳杰夫附近美军31日在伊拉克的一个检查站附近向一辆平民汽车开火，造成７名伊拉克妇女、儿童死亡，两人受伤。
  - 伊拉克军方31日发表声明，在过去的24小时里，共有54名美英联军在伊南部战场被伊军打死；伊拉克新闻部长萨哈夫31日说伊军36小时中打死美英联军士兵43人； 伊外交部长萨布里称美英士兵将葬身沙漠。
  - 美国国防部长拉姆斯菲尔德表示，他所知道的是萨达姆的家人已逃到叙利亚。
- SARS
  - 香港政府隔离淘大花園E座(一楝住宅大廈)，防止疫情扩散。